# Bang Chan
Bang Christopher Chan (Seoul, 3 oktober 1997) is een Australische zanger, rapper, songwriter, componist en leider van K-pop-band Stray Kids.

## Biografie

### Familie
Bang Chan is geboren in Zuid-Korea, maar zijn familie verhuisde naar Sydney, Australië toen hij nog klein was. Echter, op dertienjarige leeftijd, nadat hij een auditie bij JYP Entertainment had gedaan, is hij terug verhuisd naar Seoul, Zuid-Korea om zijn droom uit te laten komen. Hij heeft zeven jaar getraind voordat hij debuteerde in de band Stray Kids. Als kind zat hij op ballet en moderne dans. Ook deed hij aan veel sport, bijvoorbeeld zwemmen. Zijn vader was zwemcoach en had een zwembad. Bang Chan heeft een zusje, Hannah Bang en een broertje, Lucas Bang. Zijn zusje, Hannah heeft een eigen Youtube-kanaal, hannah bahng. Bang Chan heeft een Australische nationaliteit. 

### School
Voordat hij verhuisde naar Seoul, ging Bang Chan naar Newtown High School of the Performing Arts, in Sydney. Na het halen van de auditie voor JYP Entertainment verhuisde hij naar Korea, daar ging hij naar Cheongdam Middle school. Vervolgens ging hij naar Chungdam High school. Dat is ook de school waar zijn mede-bandlid, Seungmin naartoe ging. Ze zaten op dezelfde school, maar in een ander jaar.

## Carrière

### 3-Racha 2016-heden
3-racha was een drietal onder JYP Entertainment. De groep bestaat uit Bang Chan (CB97), Seo Changbin (SPEARB) en Han Jisung (J.ONE). Zij zijn nu allemaal leden van Stray Kids, maar 3-Racha is nog steeds een groep onder Stray Kids . Met z'n drieën produceren en schrijven ze alle liedjes voor Stray Kids. Bang Chan heeft deze groep gevormd in 2016. Hun debuut was op 18 januari 2017 met hun mixtape album genaamd J:/2017/mixtape op SoundCloud. Het album bestaat uit 7 liedjes. 3-Racha ging door met het produceren van liedjes en zetten die op SoundCloud. In augustus 2017 kondige JYP Entertainment aan dat er een nieuwe jongensgroep zou debuteren, waaronder 3-Racha. 

### Stray Kids 2018-heden
Na 7 jaar trainen onder JYP Entertainment debuteerde Bang Chan op 25 maart 2018 met Stray Kids. Hij is de leider van de groep en nog steeds lid van de sub-groep 3-Racha. Bang Chan heeft zelf de leden van de band gekozen. Stray kids is gevormd door een realityserie met dezelfde naam. Bang Chan en de rest van 3-Racha schrijven en produceren nog steeds alle liedjes voor Stray Kids.

## Discografie

### Albums
Hieronder de Albums met liedjes waar Bang Chan credits van heeft, ofwel die hij (deels) heeft gemaakt.
| Album              | Liedje | Verschijnen       | Groep      |
| ------------------ | --- | ----------------- | ---------- |
| J:/2017/mixtape    | Intro Tik Tok Runner's High Don Quixote Eunseoki WOW NXT 2 U                                                                      | 26 april 2017     | 3RACHA     |
| 3Days              | 쉿 (Shh) 작은 Dragon Three 마리Peer Pressure Small Things +._ 국산 바나나 (Domestic Banana) 힘이 돼 (Become My Strength) If I See | 16 augustus 2017  | 3RACHA     |
| Horizon            | Matryoshka Hoodie Season P.A.C.E 고장난 나침반 (Broken Compass) Placebo Scene Stealers Double Knot For You                        | 20 december 2017  | 3RACHA     |
| Mixtape            | Hellevator Grr; Law of Total Madness Young Wings YAYAYA GLOW School Life 4419                                                     | 8 januari 2018    | Stray Kids |
| I am NOT           | NOT! DIstrict 9 Mirror Awaken ROCK Grow Up 3rd Eye Mixtape #1                                                                     | 26 maart 2018     | Stray Kids |
| I am WHO?          | My Pace Voices Question Insomnia M.I.A. Awkward Silence Mixtape #2                                                                | 6 augustus 2018   | Stray Kids |
| I am YOU           | I am YOU My Side Hero's Soup Get Cool N/S 0325 Mixtape #3                                                                         | 22 oktober 2018   | Stray Kids |
| Clé 1: Miroh       | MIROH Victory Song Maze of Memories Boxer Chronosaurus 19 Mixtape #4                                                              | 25 maart 2019     | Stray Kids |
| Clé 2: Yellow Wood | Road not Taken Side Effects TMT                                                                                                   | 19 juni 2019      | Stray kids |
| Clé: Levanter      | STOP Double Knot Levanter Booster Astronaut You Can STAY Mixtape #5                                                               | 9 oktober 2019    | Stray Kids |
| Step Out of Clé    | Double Knot English version Levanter English version                                                                              | 24 januari2020    | Stray Kids |
| TOP                | TOP SLUMP | 13 mei 2020       | Stray Kids |
| GO生(Live)         | God's Menu Easy Pacemaker Airplane Another Day Phobia Blueprint TA Haven TOP SLUMP Mixtape : Gone Days Mixtape : On Track         | 17 juni 2020      | Stray Kids |
| IN 生 (Live)       | The Tortoise and the Hare Back Door B Me Any Ex We Go                                                                             | 14 september 2020 | Stray Kids |
| No Easy            | Cheese Thunderous Domino SSICK The View Silent Cry Red Lights                                                                     | 23 augustus 2021  | Stray Kids |
| Christmas EveL     | Christmas EveL 24 to 25 | 29 november 2021  | Straykids  |
| Oddinary           | VENOM MANIAC Charmer FREEZE Lonely St. Waiting For Us Muddy Water                                                                 | 18 maart 2022     | Stray Kids |
| Circus             | CIRCUS Fairytale Venom- Japanese edition MANIAC- Japanese edition Silent Cry- Japanese edition Your Eyes                          | 22 juni 2022      | Stray Kids |
| Maxident           | CASE 143 Give Me Your TMI SUPER BOARD CIRCUS (Korean version)                                                                     | 7 oktober 2022    | Stray Kids |

## Live shows
Elke week organiseert Bang Chan een live show genaamd Chan's Room. Fans kunnen live vragen stellen en vaak ook liedjes aanbevelen. Het gebeurt altijd op het platform V-live, maar sinds dat platform gaat stoppen wordt de show voortaan op YouTube gehost.